# Fauske
Fauske este o comună din provincia Nordland, Norvegia.